# Trans Europa Express (singel)
Trans Europa Express – utwór muzyczny niemieckiej grupy Kraftwerk, wydany na ich płycie pod tym samym tytułem z 1977 roku.
Muzykę skomponował Ralf Hütter, a słowa napisali Hütter i Emil Schult. Utwór został poświęcony pociągom ekspresowym Trans-Europ-Express (TEE), kursującym między dawnymi państwami EWG i Szwajcarią. W tekście piosenki wspomniane są miasta Paryż, Wiedeń i Düsseldorf, miejsca Champs-Élysées i kawiarnia wiedeńska, a także muzycy Iggy Pop i David Bowie, z nawiązaniem do płyty Station to Station Bowiego. Na rynku międzynarodowym singel został wydany w języku angielskim jako „Trans-Europe Express”.

## Lista ścieżek
- Singel 7-calowy (Wersja niemiecka)

A. „Trans Europa Express” – 3:56
B. „Franz Schubert” – 3:25
- Singel 7-calowy (Wersja angielska)

A. „Trans-Europe Express” – 3:53
B. „Franz Schubert” – 3:25
- Singel 12-calowy (Wersja angielska)

A. „Trans-Europe Express” – 6:35
B. „Metal on Metal” – 6:31
- Singel CD (1990)

1. „Trans-Europe Express” (LP Version) – 6:43
2. „Trans-Europe Express” (Single Version) – 3:55
3. „Les Mannequins” – 6:04
4. „Showroom Dummies” – 6:02

## Pozycje na listach
| Kraj              | Pozycja |
| ----------------- | ------- |
| Belgia            | 26      |
| Francja           | 26      |
| Stany Zjednoczone | 67      |
| Szwecja           | 15      |